# Ponta Moreia

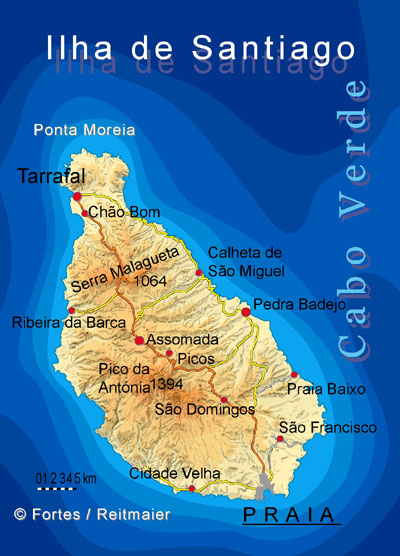
Lage von Ponta Moreia im Norden der Insel Santiago

Ponta Moreia ist eine Landzunge und der nördlichste Punkt der Insel Santiago, im atlantischen Inselstaat Kap Verde. Die Landzunge gehört zum Concelho (Distrikt) Tarrafal und liegt ca. 2 km nördlich des nächsten Dorfes, Fazenda, und ca. 5 km nördlich des Hauptortes Tarrafal.

## Geographie
Die zerklüftete Küste entstand aus alten Lavaströmen und besteht aus zahlreichen kleinen Kaps. Die nächsten benannten Spitzen sind Ponta do Monte Vermelho im Westen und Ponta Prosela nahebei im Osten.
Es gibt einen Leuchtturm auf der Anhöhe der Halbinsel, den Farol de Ponta Moreia. Die Konstruktion ist 8 m hoch und die Feuerhöhe liegt bei 97 m.